# Amir Hadžiahmetović
Amir Hadžiahmetović (Nexø, 8 maart 1997) is een Bosnisch voetballer die doorgaans speelt als middenvelder. In januari 2023 verruilde hij Konyaspor voor Beşiktaş. Hadžiahmetović maakte in 2020 zijn debuut in het Bosnisch voetbalelftal.

## Clubcarrière
Hadžiahmetović begon zijn carrière in de jeugd van Nexø Boldklub en verhuisde als twaalfjarige naar Bosnië, waar hij ging spelen in de opleiding van Željezničar. Vijf jaar later ondertekende de middenvelder zijn eerste professionele verbintenis bij de club. Later dat jaar mocht de middenvelder zijn debuut maken in de hoofdmacht van die club. Op bezoek bij Olimpik Sarajevo (0–3 winst) mocht hij drie minuten voor het einde van de wedstrijd invallen. Het eerste doelpunt van Hadžiahmetović volgde op 13 mei 2015, toen in eigen huis gespeeld werd tegen Mladost Velika Obarska. Hij begon als basisspeler en trof eenmaal doel. Željezničar won met 4–0.
In de winterstop van het seizoen 2015/16 maakte Hadžiahmetović de overstap naar Konyaspor, waar hij voor vierenhalf jaar tekende. De Turkse club betaalde circa een half miljoen euro voor zijn overstap. Met zijn nieuwe club won hij in zijn tweede jaargang de Türkiye Kupası. In de finale werd na strafschoppen gewonnen van Istanbul Başakşehir. In januari 2023 werd Hadžiahmetović voor ruim drie miljoen euro overgenomen door competitiegenoot Beşiktaş. Bij die club zette hij zijn handtekening onder een verbintenis voor de duur van vierenhalf jaar. Hadžiahmetović werd voor het seizoen 2024/25 op huurbasis overgenomen door Çaykur Rizespor. Deze verhuurperiode werd in de winterstop afgebroken.

## Clubstatistieken
| Seizoen | Club              | Competitie    | Competitie | Competitie | Beker | Beker | Internationaal | Internationaal | Totaal | Totaal |
| Seizoen | Club              | Competitie    | Wed.       | Dlp.       | Wed.  | Dlp.  | Wed.           | Dlp.           | Wed.   | Dlp.   |
| ------- | ----------------- | ------------- | ---------- | ---------- | ----- | ----- | -------------- | -------------- | ------ | ------ |
| 2014/15 | Željezničar       | Premijer Liga | 21         | 1          | 3     | 0     | —              | —              | 24     | 1      |
| 2015/16 | Željezničar       | Premijer Liga | 15         | 2          | 2     | 0     | 6              | 0              | 23     | 2      |
| 2015/16 | Konyaspor         | Süper Lig     | 5          | 0          | 3     | 0     | —              | —              | 8      | 0      |
| 2016/17 | Konyaspor         | Süper Lig     | 30         | 1          | 8     | 1     | 6              | 0              | 44     | 2      |
| 2017/18 | Konyaspor         | Süper Lig     | 9          | 1          | 3     | 0     | —              | —              | 12     | 1      |
| 2018/19 | Konyaspor         | Süper Lig     | 14         | 0          | 2     | 1     | —              | —              | 16     | 1      |
| 2019/20 | Konyaspor         | Süper Lig     | 23         | 1          | 1     | 0     | —              | —              | 24     | 1      |
| 2020/21 | Konyaspor         | Süper Lig     | 34         | 4          | 1     | 0     | —              | —              | 35     | 4      |
| 2021/22 | Konyaspor         | Süper Lig     | 36         | 2          | 1     | 0     | —              | —              | 37     | 2      |
| 2022/23 | Konyaspor         | Süper Lig     | 18         | 3          | 1     | 2     | 4              | 1              | 23     | 6      |
| 2022/23 | Beşiktaş          | Süper Lig     | 12         | 1          | 0     | 0     | 0              | 0              | 12     | 1      |
| 2023/24 | Beşiktaş          | Süper Lig     | 18         | 0          | 0     | 0     | 12             | 0              | 30     | 0      |
| 2024/25 | → Çaykur Rizespor | Süper Lig     | 21         | 1          | 2     | 0     | —              | —              | 23     | 1      |
| 2024/25 | Beşiktaş          | Süper Lig     | 11         | 0          | 2     | 0     | 0              | 0              | 13     | 0      |
| 2025/26 | Beşiktaş          | Süper Lig     | 0          | 0          | 0     | 0     | 2              | 0              | 2      | 0      |
| Totaal  | Totaal            | Totaal        | 267        | 17         | 29    | 4     | 30             | 1              | 326    | 22     |

Bijgewerkt op 16 augustus 2025.

## Interlandcarrière
Hadžiahmetović maakte op 4 september 2020 zijn debuut in het Bosnisch voetbalelftal, tegen Italië. Door doelpunten van Edin Džeko en Stefano Sensi werd met 1–1 gelijkgespeeld. Hadžiahmetović mocht van bondscoach Dušan Bajević in de basis beginnen en speelde het gehele duel mee. De andere debutanten dit duel waren Siniša Saničanin (FK Vojvodina) en Branimir Cipetić (Široki Brijeg).
| Interlands van Amir Hadžiahmetović voor Bosnië en Herzegovina | Interlands van Amir Hadžiahmetović voor Bosnië en Herzegovina | Interlands van Amir Hadžiahmetović voor Bosnië en Herzegovina | Interlands van Amir Hadžiahmetović voor Bosnië en Herzegovina | Interlands van Amir Hadžiahmetović voor Bosnië en Herzegovina | Interlands van Amir Hadžiahmetović voor Bosnië en Herzegovina | Interlands van Amir Hadžiahmetović voor Bosnië en Herzegovina |
| №                                                             | Datum                                                         | Wedstrijd                                                     | Uitslag                                                       | Competitie                                                    | Goals                                                         |                                                               |
| Als speler bij Konyaspor                                      | Als speler bij Konyaspor                                      | Als speler bij Konyaspor                                      | Als speler bij Konyaspor                                      | Als speler bij Konyaspor                                      | Als speler bij Konyaspor                                      | Als speler bij Konyaspor                                      |
| ------------------------------------------------------------- | ------------------------------------------------------------- | ------------------------------------------------------------- | ------------------------------------------------------------- | ------------------------------------------------------------- | ------------------------------------------------------------- | ------------------------------------------------------------- |
| 1                                                             | 4 september 2020                                              | Italië – Bosnië en Herzegovina                                | 1 – 1                                                         | Nations League 2020/21                                        |                                                               |                                                               |
| 2                                                             | 7 september 2020                                              | Bosnië en Herzegovina – Polen                                 | 1 – 2                                                         | Nations League 2020/21                                        |                                                               |                                                               |
| 3                                                             | 8 oktober 2020                                                | Bosnië en Herzegovina – Noord-Ierland                         | 1 – 1                                                         | EK 2020 kwalificatie                                          |                                                               |                                                               |
| 4                                                             | 11 oktober 2020                                               | Bosnië en Herzegovina – Nederland                             | 0 – 0                                                         | Nations League 2020/21                                        |                                                               |                                                               |
| 5                                                             | 14 oktober 2020                                               | Polen – Bosnië en Herzegovina                                 | 3 – 0                                                         | Nations League 2020/21                                        |                                                               |                                                               |
| 6                                                             | 27 maart 2021                                                 | Bosnië en Herzegovina – Costa Rica                            | 0 – 0                                                         | Vriendschappelijk                                             |                                                               |                                                               |
| 7                                                             | 31 maart 2021                                                 | Bosnië en Herzegovina – Frankrijk                             | 0 – 1                                                         | WK 2018 kwalificatie                                          |                                                               |                                                               |
| 8                                                             | 2 juni 2021                                                   | Bosnië en Herzegovina – Montenegro                            | 0 – 0                                                         | Vriendschappelijk                                             |                                                               |                                                               |
| 9                                                             | 6 juni 2021                                                   | Denemarken – Bosnië en Herzegovina                            | 2 – 0                                                         | Vriendschappelijk                                             |                                                               |                                                               |
| 10                                                            | 1 september 2021                                              | Frankrijk – Bosnië en Herzegovina                             | 1 – 1                                                         | WK 2018 kwalificatie                                          |                                                               |                                                               |
| 11                                                            | 4 september 2021                                              | Bosnië en Herzegovina – Koeweit                               | 1 – 0                                                         | Vriendschappelijk                                             |                                                               |                                                               |
| 12                                                            | 9 oktober 2021                                                | Kazachstan – Bosnië en Herzegovina                            | 0 – 2                                                         | WK 2018 kwalificatie                                          |                                                               |                                                               |
| 13                                                            | 12 oktober 2021                                               | Oekraïne – Bosnië en Herzegovina                              | 1 – 1                                                         | WK 2018 kwalificatie                                          |                                                               |                                                               |
| 14                                                            | 13 november 2021                                              | Bosnië en Herzegovina – Finland                               | 1 – 3                                                         | WK 2018 kwalificatie                                          |                                                               |                                                               |
| 15                                                            | 16 november 2021                                              | Bosnië en Herzegovina – Oekraïne                              | 0 – 2                                                         | WK 2018 kwalificatie                                          |                                                               |                                                               |
| 16                                                            | 25 maart 2022                                                 | Bosnië en Herzegovina – Georgië                               | 0 – 1                                                         | Vriendschappelijk                                             |                                                               |                                                               |
| 17                                                            | 4 juni 2022                                                   | Finland – Bosnië en Herzegovina                               | 1 – 1                                                         | Nations League 2022/23                                        |                                                               |                                                               |
| 18                                                            | 7 juni 2022                                                   | Bosnië en Herzegovina – Roemenië                              | 1 – 0                                                         | Nations League 2022/23                                        |                                                               |                                                               |
| 19                                                            | 11 juni 2022                                                  | Montenegro – Bosnië en Herzegovina                            | 1 – 1                                                         | Nations League 2022/23                                        |                                                               |                                                               |
| 20                                                            | 14 juni 2022                                                  | Bosnië en Herzegovina – Finland                               | 3 – 2                                                         | Nations League 2022/23                                        |                                                               |                                                               |
| 21                                                            | 23 september 2022                                             | Bosnië en Herzegovina – Montenegro                            | 1 – 0                                                         | Nations League 2022/23                                        |                                                               |                                                               |
| Als speler bij Beşiktaş                                       |                                                               |                                                               |                                                               |                                                               |                                                               |                                                               |
| 22                                                            | 23 maart 2023                                                 | Bosnië en Herzegovina – IJsland                               | 3 – 0                                                         | EK 2024 kwalificatie                                          |                                                               |                                                               |
| 23                                                            | 26 maart 2023                                                 | Slowakije – Bosnië en Herzegovina                             | 2 – 0                                                         | EK 2024 kwalificatie                                          |                                                               |                                                               |
| 24                                                            | 17 juni 2023                                                  | Portugal – Bosnië en Herzegovina                              | 3 – 0                                                         | EK 2024 kwalificatie                                          |                                                               |                                                               |
| 25                                                            | 20 juni 2023                                                  | Bosnië en Herzegovina – Luxemburg                             | 0 – 2                                                         | EK 2024 kwalificatie                                          |                                                               |                                                               |
| 26                                                            | 8 september 2023                                              | Bosnië en Herzegovina – Liechtenstein                         | 2 – 1                                                         | EK 2024 kwalificatie                                          |                                                               |                                                               |
| 27                                                            | 11 september 2023                                             | IJsland – Bosnië en Herzegovina                               | 1 – 0                                                         | EK 2024 kwalificatie                                          |                                                               |                                                               |
| 28                                                            | 13 oktober 2023                                               | Liechtenstein – Bosnië en Herzegovina                         | 0 – 2                                                         | EK 2024 kwalificatie                                          |                                                               |                                                               |
| 29                                                            | 16 oktober 2023                                               | Bosnië en Herzegovina – Portugal                              | 0 – 5                                                         | EK 2024 kwalificatie                                          |                                                               |                                                               |
| 30                                                            | 16 november 2023                                              | Luxemburg – Bosnië en Herzegovina                             | 4 – 1                                                         | EK 2024 kwalificatie                                          |                                                               |                                                               |

Bijgewerkt op 16 augustus 2025.

## Erelijst
| Competitie     |           |           |           |           |
| Competitie     | Aantal    | Jaren     |           |           |
| Konyaspor      | Konyaspor | Konyaspor | Konyaspor | Konyaspor |
| -------------- | --------- | --------- | --------- | --------- |
| Türkiye Kupası | 1         | 2016/17   |           |           |
| TFF Süper Kupa | 1         | 2017      |           |           |
| Beşiktaş       |           |           |           |           |
| TFF Süper Kupa | 1         | 2024      |           |           |